# Halit Ergenç
 Halit Ergenç (* 30. dubna 1970 Istanbul) je turecký divadelní a filmový herec, syn herce Saita Ergençe. Má sestru Azade, která je mentálně postižená.
Absolvoval střední školu Beşiktaş Atatürk a roku 1989 nastoupil na Technickou univerzitu v Istanbulu, obor námořní inženýrství. Po roce však školu opustil a přestoupil na uměleckou univerzitu Mimar Sinan, kde vystudoval operu.
Roku 1996 začal hrát v divadle Dormen a získal svou první hlavní roli v muzikálu Král a já. Účinkoval ještě v mnoha dalších divadelních hrách, dokonce i v New Yorku, kde mu byla svěřena role v muzikálu The Adventures of Zak (Zakova dobrodružství). V televizi se prosadil díky roli v seriálu Kara Melek, kromě televizních seriálů se pak objevil i v několika filmech. Velkým hitem byl seriál Tisíc a jedna noc, kde ztvárnil hlavní mužskou roli podnikatele Onura Aksala. Roku 2010 hrál ve filmu Dersimiz Atatürk zakladatele Turecké republiky Mustafu Kemala Atatürka. Jednou z jeho nejznámějších rolí je turecký sultán Sulejman Nádherný v historickém seriále Muhteşem Yüzyıl (Velkolepé století, 2011-2014).
S první manželkou Gizem Soysaldı, kterou si vzal roku 2008, se po krátkém manželství rozvedl a roku 2009 se oženil s Bergüzar Korel, hereckou kolegyní ze seriálů Velkolepé století a Tisíc a jedna noc. V únoru 2010 se jim narodil syn Ali.

## Filmy a TV seriály
- 1996 – Tatlı Kaçıklar
- 1996 – Kara Melek (Černý anděl)
- 1997 – Böyle mi Olacaktı
- 1998 – Gurbetçiler
- 2000 – Ölümün El Yazısı
- 2000 – Hiç Yoktan Aşk
- 2001 – Dedem, Gofret ve Ben
- 2002 – Kumsaldaki İzler
- 2002 – Zeybek Ateşi
- 2002 – Azad
- 2002 – Zerda
- 2003 – Baba (Otec)
- 2003 – Esir Şehrin İnsanları
- 2003 – Okul
- 2004 – Aliye
- 2005 – The Net 2.0
- 2005 – Babam ve Oğlum
- 2006 – İlk Aşk (První láska)
- 2006 – Binbir Gece (Tisíc a jedna noc)
- 2008 – Devrim Arabaları
- 2009 – Acı Aşk
- 2010 – Dersimiz Atatürk
- 2010 – Misafir (Host)
- 2011 – Muhteşem Yüzyıl